# فرانك بيترسون (موسيقي)
فرانك بيترسون (بالألمانية: Frank Peterson)‏ (و. 1963  م) هو موسيقي، ومنتج أسطوانات، وملحن ألماني، ولد في هامبورغ، يستخدم آلات آلة مفاتيح.

## وصلات خارجية
- فرانك بيترسون على موقع IMDb (الإنجليزية)
- فرانك بيترسون على موقع ميوزك برينز (الإنجليزية)
- فرانك بيترسون على موقع أول ميوزيك (الإنجليزية)
- فرانك بيترسون على موقع ديسكوغز (الإنجليزية)

- فرانك بيترسون في قاعدة بيانات الأفلام على الإنترنت